# Tjärnmyrtjärnen (Brunflo socken, Jämtland)
Tjärnmyrtjärnen är en sjö i Östersunds kommun i Jämtland och ingår i Ljungans huvudavrinningsområde.